# محوطه ره بند چل
محوطه ره بند چل مربوط به دوره عیلامیان است و در شهرستان پل‌دختر، بخش مرکزی، دهستان جایدر، ۲/۵ کیلومتری جنوب غرب روستای بابا خوارزم علیا واقع شده و این اثر در تاریخ ۲۸ اسفند ۱۳۸۵ با شمارهٔ ثبت ۱۸۴۷۶ به‌عنوان یکی از آثار ملی ایران به ثبت رسیده است.